# Voloșkove, Illinți
Voloșkove (în ucraineană Волошкове) este un sat în comuna Kupciînți din raionul Illinți, regiunea Vinnița, Ucraina.

## Demografie
Componența lingvistică a localității Voloșkove
     Ucraineană (98,55%)
     Alte limbi (0,72%)
Conform recensământului din 2001, majoritatea populației localității Voloșkove era vorbitoare de ucraineană (98,55%), existând în minoritate și vorbitori de alte limbi.